# Szawkiany
Szawkiany (lit. Šaukėnai) – miasteczko na Litwie, położone w okręgu szawelskim i w rejonie kielmskim. Liczy 721 mieszkańców (2001).
Prywatne miasto szlacheckie Szowkiany lokowane w 1499 roku, położone było w Księstwie Żmudzkim.